# The Sims: Światowe życie
The Sims: Światowe życie (ang. The Sims: Livin' Large) – pierwszy dodatek do gry komputerowej The Sims. Został wydany przez Electronic Arts 30 sierpnia 2000 roku na platformy Windows i OS X.

## Opis
Dodatek wprowadza nowe przedmioty codziennego użytku i elementy architektoniczne, które można umieścić w swoim domu.